# Fernando Cruz (futbolista)
Fernando da Conceição Cruz  (Lisboa, 12 de agosto de 1940-Lisboa, 16 de agosto de 2025), más conocido como Fernando Cruz, fue un futbolista portugués que jugaba como lateral izquierdo.

## Selección nacional
Fue internacional con la selección portuguesa en 11 ocasiones. Formó parte de la selección que obtuvo el tercer lugar en la Copa del Mundo de 1966, pese a no haber jugado ningún partido durante el torneo.

### Participaciones en Copas del Mundo
| Mundial | Sede       | Resultado    | Partidos | Minutos |
| ------- | ---------- | ------------ | -------- | ------- |
| 1966    | Inglaterra | Tercer lugar | 0        | 0       |

## Clubes
| Club                | País     | Año       |
| ------------------- | -------- | --------- |
| SL Benfica          | Portugal | 1959-1970 |
| París Saint-Germain | Francia  | 1970-1971 |

## Palmarés

### Campeonatos nacionales
| Título           | Club                | País     | Año  |
| ---------------- | ------------------- | -------- | ---- |
| Primeira Divisão | SL Benfica          | Portugal | 1960 |
| Primeira Divisão | SL Benfica          | Portugal | 1961 |
| Copa de Portugal | SL Benfica          | Portugal | 1962 |
| Primeira Divisão | SL Benfica          | Portugal | 1963 |
| Primeira Divisão | SL Benfica          | Portugal | 1964 |
| Copa de Portugal | SL Benfica          | Portugal | 1964 |
| Primeira Divisão | SL Benfica          | Portugal | 1965 |
| Primeira Divisão | SL Benfica          | Portugal | 1967 |
| Primeira Divisão | SL Benfica          | Portugal | 1968 |
| Primeira Divisão | SL Benfica          | Portugal | 1969 |
| Copa de Portugal | SL Benfica          | Portugal | 1969 |
| Copa de Portugal | SL Benfica          | Portugal | 1970 |
| Division 2       | París Saint-Germain | Francia  | 1971 |

### Copas internacionales
| Título                      | Club       | Sede                     | Año  |
| --------------------------- | ---------- | ------------------------ | ---- |
| Copa de Campeones de Europa | SL Benfica | Berna (Suiza)            | 1961 |
| Copa de Campeones de Europa | SL Benfica | Ámsterdam (Países Bajos) | 1962 |